# Malus hupehensis
Espèce
Classification phylogénétique
Statut de conservation UICN

 LC  : Préoccupation mineure
Malus hupehensis est une espèce de plantes à fleurs de la famille des Rosaceae. C'est un pommier originaire de Chine et de Taïwan.
Elle est parfois appelée « pommier du hou-pei ». On trouve, en effet, ce pommier dans la région chinoise de l'Hubei. Néanmoins, on le trouve également dans d'autres régions de Chine.
C'est un pommier décoratif souvent utilisé comme porte-greffe pour les pommiers cultivés dans la province Hubei et le Sichuan.
L'arbre est vigoureux et pousse comme le pommier commun mais le tronc est un peu moins large à hauteur égale.
L'espèce, triploïde, est apomictique.
Le fruit est petit et de couleur verdâtre.

## Synonyme
- Pyrus hupehensis Pamp.
- Malus theifera Rehder